# On Target Reworked
On Target Reworked è il settimo album in studio dei Fastway pubblicato nel 1998 per l'Etichetta discografica Receiver Records.

## Tracce
1. Trick or Treat (Carroll, Clarke, Connor, King, Reid) - 2:40
2. The Answer Is You (Thomas, White) - 3:32
3. These Dreams (Clarke, Hart, O'Shaughnessy) - 4:28
4. Station (Clarke, King, Shirley) - 2:54
5. Change of Heart (Clarke, Hart, OShaughnessy) - 3:32
6. Two Hearts (Clarke, Hart, O'Shaugnessy) - 4:10
7. Make My Day (Clarke) - 3:20
8. She Is Danger (Clarke, Hart, O'Shaughnessy) - 4:39
9. Dead or Alive (Callcut, Hart) - 3:48
10. Easy Livin' (Clark, King, Shirley) - 2:46
11. Let Him Rock (Hart, O'Shaughnessy) - 3:53
12. Show Some Emotion (Arrey, Badhams, Hawthorn, Marsden) - 4:55
13. Say What You Will (Clark, King, Shirley) - 3:16

## Formazione
- Lea Hart - voce, chitarra
- "Fast" Eddie Clarke - chitarra
- Gary Ferguson - batteria
- Pete Riley - batteria